# Galeazzo Bignami
Galeazzo Bignami (Bologna, 25 ottobre 1975) è un politico italiano, dal 23 marzo 2018 deputato alla Camera per Fratelli d'Italia, di cui è dal 3 dicembre 2024 capogruppo.
È stato consigliere comunale di Bologna dal 1999 al 2010 per Alleanza Nazionale e il Popolo della Libertà, consigliere regionale dell'Emilia-Romagna dal 2010 al 2018 per il PdL e Forza Italia e viceministro delle infrastrutture e dei trasporti dal 2 novembre 2022 al 2 dicembre 2024 nel governo Meloni.

## Biografia
Nato e cresciuto a Bologna, si è laureato alla facoltà di Giurisprudenza. Ha una sorella, Maria Runa, mentre il fratello Alessio è deceduto prematuramente nel 2022. È sposato dal 2005.
È figlio di Marcello Bignami (1943-2006), storico esponente della destra bolognese, che fu componente della direzione nazionale del Movimento Sociale Italiano (MSI) e in seguito di Alleanza Nazionale (AN), consigliere comunale di Bologna nelle elezioni comunali del 1985 e del 1990, nonché consigliere regionale dell'Emilia-Romagna nelle elezioni regionali del 1995, del 2000 e del 2005, carica quest'ultima ricoperta fino alla prematura morte avvenuta a luglio del 2006, all'età di 63 anni.

## Attività politica

### Gli inizi
Militante nelle file della destra bolognese fin dalla giovanissima età, entrando a quattordici anni a far parte del Fronte della Gioventù (FdG), l'organizzazione giovanile del Movimento Sociale Italiano, e divenendo nel 1992 segretario regionale del FUAN. Nel 1996 assunse il ruolo di dirigente nazionale di Azione universitaria (AU), per poi svolgere dal 2001 quello di segretario regionale di Azione Giovani (AG) dell'Emilia-Romagna, divenendone inoltre dal 2005 membro dell’esecutivo nazionale. È anche eletto consigliere del quartiere Saragozza di Bologna a 18 anni.

### Consigliere comunale di Bologna
Alle elezioni amministrative del 1999 si candida al consiglio comunale di Bologna, nelle liste di Alleanza Nazionale (AN) a sostegno del candidato sindaco di centro-destra Giorgio Guazzaloca, risultando eletto consigliere comunale e diventando nel 2001 capogruppo di AN al consiglio comunale.
Alle amministrative del 2004 Bignami viene riconfermato consigliere comunale e viene eletto presidente della Commissione Bilancio, organo di garanzia delle minoranze consiliari. Nel 2005 si occupa della campagna elettorale del padre, Marcello, riconfermato consigliere regionale con 8.000 preferenze. Nello stesso anno diventa noto alle cronache per una sua foto in camicia nera e fascia con svastica al braccio, scattata durante una festa di addio al celibato.
Alle elezioni politiche del 2006 è stato candidato alla Camera dei deputati, tra le liste di AN nella circoscrizione Emilia-Romagna, ma senza essere eletto; anche nella tornata del 2008 non ottiene il seggio.

### Consigliere regionale dell'Emilia-Romagna
Nel 2009 aderisce al Popolo della Libertà, venendo rieletto per la terza volta nel Consiglio comunale di Bologna, che l'anno successivo è sciolto a causa delle dimissioni del sindaco Flavio Delbono; Bignami si candida quindi alle elezioni regionali alla carica di consigliere regionale dell'Emilia-Romagna per la provincia di Bologna. Viene eletto con 13.333 preferenze su un totale di 113.000 voti di lista.
Il 16 novembre 2013, con la sospensione delle attività del Popolo della Libertà, aderisce alla rinascita di Forza Italia, con cui alle elezioni regionali in Emilia-Romagna del 2014 viene rieletto consigliere con 9.956 preferenze su 22.000 voti di lista.

### Elezione a deputato
Alle elezioni politiche del 2018 viene candidato alla Camera dei deputati nelle liste di Forza Italia per il collegio plurinominale Emilia-Romagna - 01, risultando eletto deputato; il 27 aprile si dimette perciò da consigliere regionale dell'Emilia-Romagna, poiché incompatibile con l'incarico parlamentare.
Nel corso della XVIII legislatura ha fatto parte della Commissione speciale per l'esame di atti del Governo, della 6ª Commissione Finanze e della Commissione parlamentare per la semplificazione, presentando 28 progetti di legge d'iniziativa parlamentare come primo firmatario.
Il 27 settembre 2018 viene nominato da Silvio Berlusconi commissario regionale di Forza Italia in Emilia-Romagna, in sostituzione del dimissionario Elio Massimo Palmizio, ma il 28 agosto 2019 si dimette dall'incarico, affermando di non riconoscersi più nel partito, e il giorno seguente aderisce a Fratelli d'Italia (FdI) di Giorgia Meloni, di cui il 24 marzo 2021 viene nominato commissario provinciale di Foggia.

### Viceministro delle infrastrutture e dei trasporti
Alle elezioni politiche del 2022 viene ricandidato alla Camera, come capolista di FdI nel collegio plurinominale Emilia-Romagna - 02, venendo rieletto a Montecitorio. Nella XIX legislatura è componente della 6ª Commissione Finanze, venendo sostituito per l'incarico di governo che occupava da Nicole Matteoni, e a fine ottobre 2022 ha presentato una proposta di legge per l'istituzione di una commissione parlamentare d'inchiesta sul COVID-19.
Con la vittoria della coalizione di centro-destra alle politiche del 2022 e la seguente nascita del governo presieduto da Giorgia Meloni, il 31 ottobre 2022 viene indicato dal Consiglio dei ministri come viceministro delle infrastrutture e dei trasporti nel governo Meloni, entrando in carica dal 2 novembre e affiancando il ministro e vicepremier Matteo Salvini.

### Capogruppo di Fratelli d'Italia alla Camera
Il 3 dicembre 2024 viene eletto capogruppo del gruppo parlamentare di Fratelli d'Italia alla Camera, in sostituzione di Tommaso Foti a sua volta nominato ministro per gli affari europei, le politiche di coesione e il PNRR, lasciando l'incarico di viceministro delle infrastrutture e dei trasporti.

## Procedimenti giudiziari
Nel 2014 riceve, assieme ad altre 41 persone, un avviso di garanzia nel quadro della maxi inchiesta sulle spese pazze nella regione Emilia-Romagna. Il 10 dicembre 2019 viene assolto in primo grado dall'accusa di peculato.
A novembre 2019 Bignami, assieme al consigliere comunale di Fratelli d'Italia Marco Lisei, pubblicò su Facebook un filmato in cui comparivano i nomi di stranieri residenti in alcune case popolari nel rione Bolognina. Il video è stato poi rimosso, anche se le immagini hanno continuato a circolare, ed è stato oggetto di un'indagine parlamentare e di un esposto al Garante della privacy.